# Franz Nabl
Franz Nabl, né le 16 juillet 1883 à Lautschin en Bohême et mort le 19 janvier 1974  à Graz, est un écrivain autrichien.

## Biographie
En 1886 Franz Nabl déménage avec sa famille à Vienne où il passe sa jeunesse. Il étudie le droit, la littérature et la philosophie à l'université. Le paysage du sud de la Basse-Autriche fait une telle impression sur lui qu'il en fera le lieu de prédilection de quelques-uns de ses romans. C'est peut-être la raison pour laquelle plus tard les nazis ont fait de Nabl un chantre de la littérature patriotique.
À partir de 1919 il a vécu comme écrivain à Baden bei Wien, et de 1924 à 1927 il a travaillé comme rédacteur à Graz.

## Distinctions
- 1921 : Prix Bauernfeld
- 1943 : Docteur honoris causa de l'Université de Graz
- 1952 : Prix littéraire de la ville de Vienne
- 1955 : Prix Peter Rosegger
- 1956 : Grand prix de l'État autrichien pour la littérature
- 1969 : Décoration autrichienne pour la science et l'art

## Œuvres (sélection)
- Hans Jäckels erstes Liebesjahr, roman, 1908
- Ödhof, roman, 1911  (ISBN 3-222-12721-2)
- Das Grab des Lebendigen, roman, 1917, plus tard Die Ortliebschen Frauen, 1936 ; mis en image par Luc Bondy  (ISBN 3-548-30128-2)
- Die Galgenfrist, roman, 1921
- Steirische Lebenswanderung, souvenirs, 1938
- Johannes Krantz, récit, 1948  (ISBN 3-222-11375-0)
- Der erloschene Stern, souvenirs, 1962
- Die zweite Heimat, souvenirs, 1963
- Vaterhaus, roman, 1974  (ISBN 3-222-10824-2)
- Meine Wohnstätten, souvenirs, 1975  (ISBN 3-7011-7053-3)
- Charakter. Der Schwur des Martin Krist. Dokument, récits (Hrsg. von Peter Handke), 1975  (ISBN 3-7017-0136-9)
- Meistererzählungen, 1978  (ISBN 3-222-11133-2)